# Lago Epuyén
El Lago Epuyén es un lago de origen glaciar ubicado en la provincia del Chubut, Argentina, en el departamento Cushamen.
Tiene una superficie aproximada de 1740 hectáreas y ocupa un angosto valle orientado de oeste a este. Pertenece a la cuenca del Río Puelo, ya que el río Epuyén, que lo desagua, desemboca en el Lago Puelo, que a su vez desagua por el río del mismo nombre. Este desemboca en el océano Pacífico, en territorio chileno.
Está ubicado en las proximidades de las localidades de Epuyén —desde donde se accede a la pequeña población de Lago Epuyén— y El Hoyo —desde donde se accede al balneario de Puerto Patriada. Algo más lejos del lago, la localidad de El Bolsón aporta el resto del turismo que lo visita. Los visitantes encuentran en sus costas la posibilidad de turismo recreativo, hermosos paisajes y pesca deportiva de salmónidos.

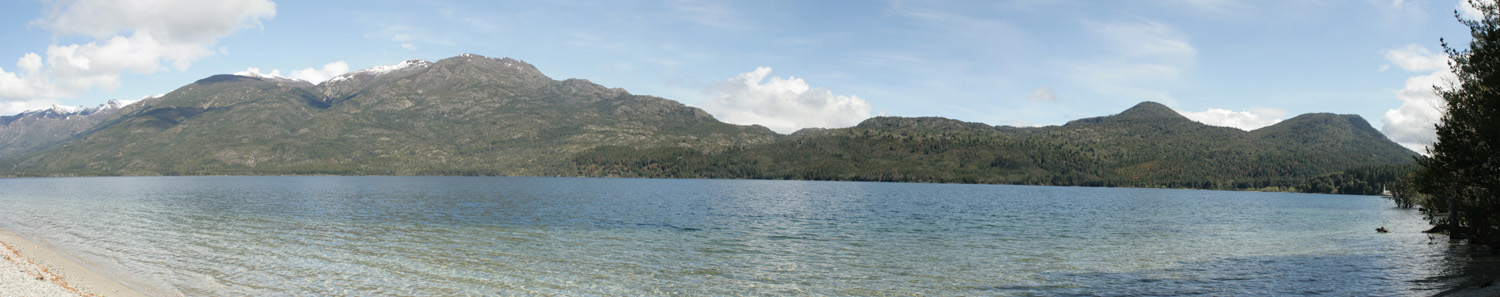
Vista del Lago Epuyén desde la costa

Está rodeado de hermosos paisajes de bosques de coihues y otras fagáceas. Sus costas no están protegidas por parques nacionales, como muchos de los lagos de la zona, pero en su mayor parte pertenecen a parques y áreas protegidas dependientes del gobierno provincial del Chubut. Su costa oriental, la más baja y fácilmente accesible, en cambio, es privada y está siendo sometida a una progresiva colonización turística.